# Cristo Re (Trento)
Cristo Re (in tridentino Cristo ré) è il quartiere più grande della circoscrizione Centro Storico - Piedicastello della città di Trento.
Assieme a Piedicastello, San Martino, Solteri - Centochiavi, Spalliera e Vela forma la circoscrizione amministrativa numero 12 del comune di Trento.

## Storia

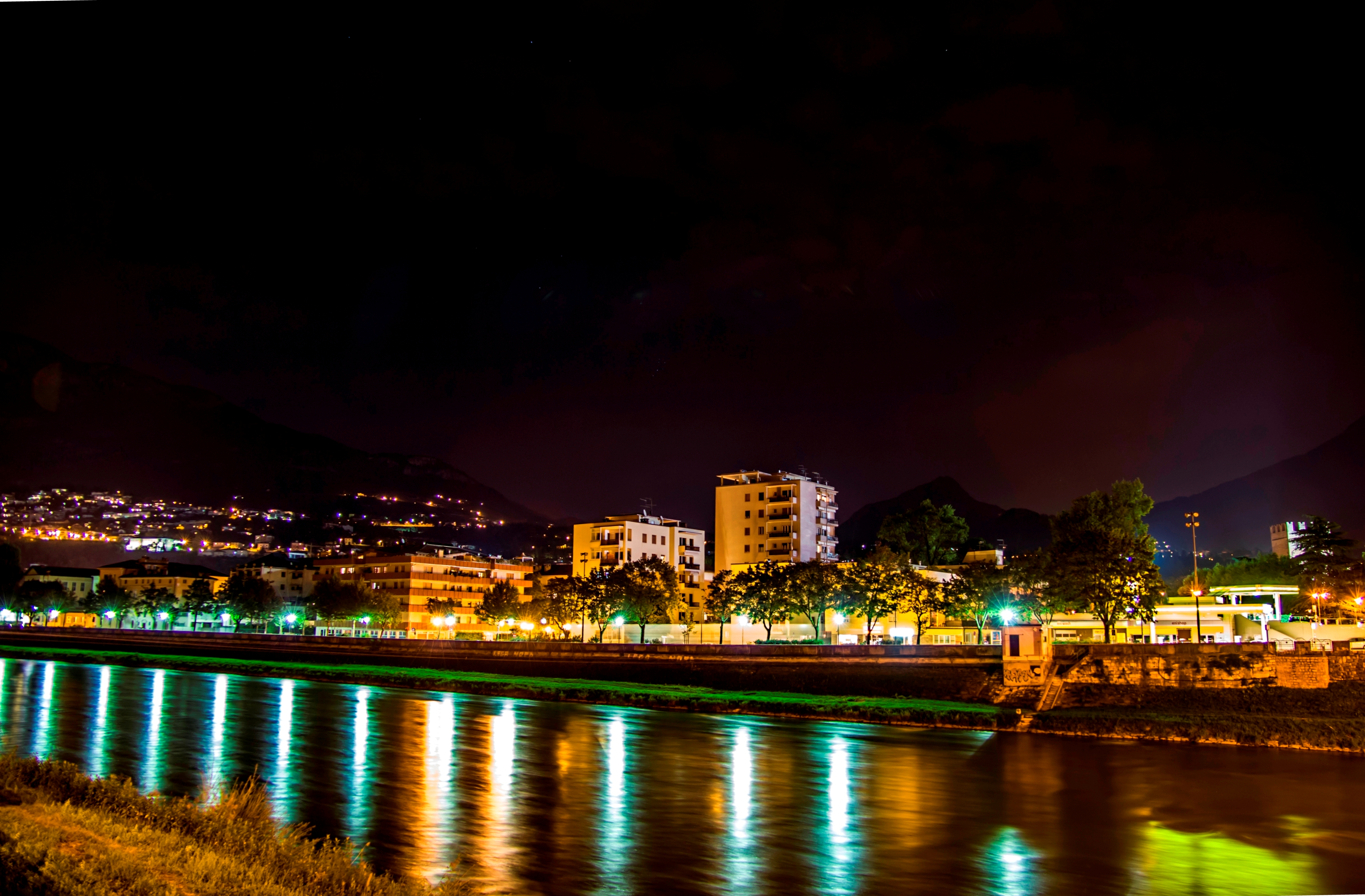
L'Adige (nell'immagine scorre da sinistra verso destra) con sullo sfondo il quartiere di Cristo Re

Il quartiere è relativamente nuovo: sorse infatti solo dopo la rettifica del fiume Adige nel 1858 e la costruzione della linea ferroviaria del Brennero, e visse un grande ampliamento intorno alla metà degli anni '40.
Una volta eseguita la rettifica, i quartieri della cosiddetta "città vecchia" di Centa e Campotrentino si erano sempre più popolati, inizialmente come contadini ma successivamente come operai, richiamati da un lavoro più promettente, ovvero nelle fabbriche e industrie.
Nel 1922 si dovettero costruire le case per i ferrovieri, ovvero un piccolo agglomerato di case (circa 200 appartamenti) costruite perlopiù su due piani dotate tutte di un orto di sessanta metri quadrati. Ciò nonostante, questo nuovo agglomerato venne soprannominato Katzenau, ovvero il campo di concentramento dell'Impero austro-ungarico nei pressi di Linz, per via del sovrappopolamento degli appartamenti e dalla regolarità degli edifici che ricordavano alla popolazione gli orrori subiti dai trentini durante la prima guerra mondiale. Intanto era sorta un'osteria, la "Zinzorla", oltre ad alcune case sparse, ma la modifica principale al neo quartiere fu nel 1921, quando venne edificata la caserma dedicata a "Cesare Battisti" del battaglione "Trento".
Dell'ottobre 1938 la crescita della popolazione nel quartiere accelerò poiché arrivarono a Trento alcune importanti imprese come ad esempio la SLOI, la Caproni e la fonderia di Carlo Battisti. L'"istituto fascista autonomo" dovette farsi carico della costruzione di un nuovo complesso di case popolari lungo la via Ezio Maccani; si trattava di tre caseggiati che in totale offrivano 54 appartamenti.
Accanto al restauro della caserma Cesare Battisti, vi fu anche l'esigenza di una scuola elementare cosicché il 26 ottobre 1954 si inaugurò intitolandola al beato Stefano Bellesini.
Il fiume Adige, tra la notte del 4 e il 5 novembre 1966 ruppe l'argine sinistro presso Roncafort, trasportando a valle tutto il materiale che trovava. Il solo quartiere di Cristo Re subì danni su 1894 nuclei famigliari dei 1977 allora esistenti. Anche i settori dell'artigianato, commerciale e industriale subirono gravi danni, soprattutto a livello economico.
Un dettaglio importante per il quartiere fu la presenza del locale "Zinzorla" che dal 1966 era in gestione ai fratelli Casagranda, in via Pietrastretta dapprima poi trasferitosi nella centrale piazza General Cantore. Punto di ritrovo centrale per il nuovo quartiere per il gioco delle carte, biliardo, flipper, televisione e per discussioni sullo sport.

## Monumenti e luoghi di interesse

### Architetture religiose
- chiesa parrocchiale di Cristo Re;[10]
- piccola cappella di San Benedetto eretta nel 1931 in corso Buonarroti.

### Architetture civili

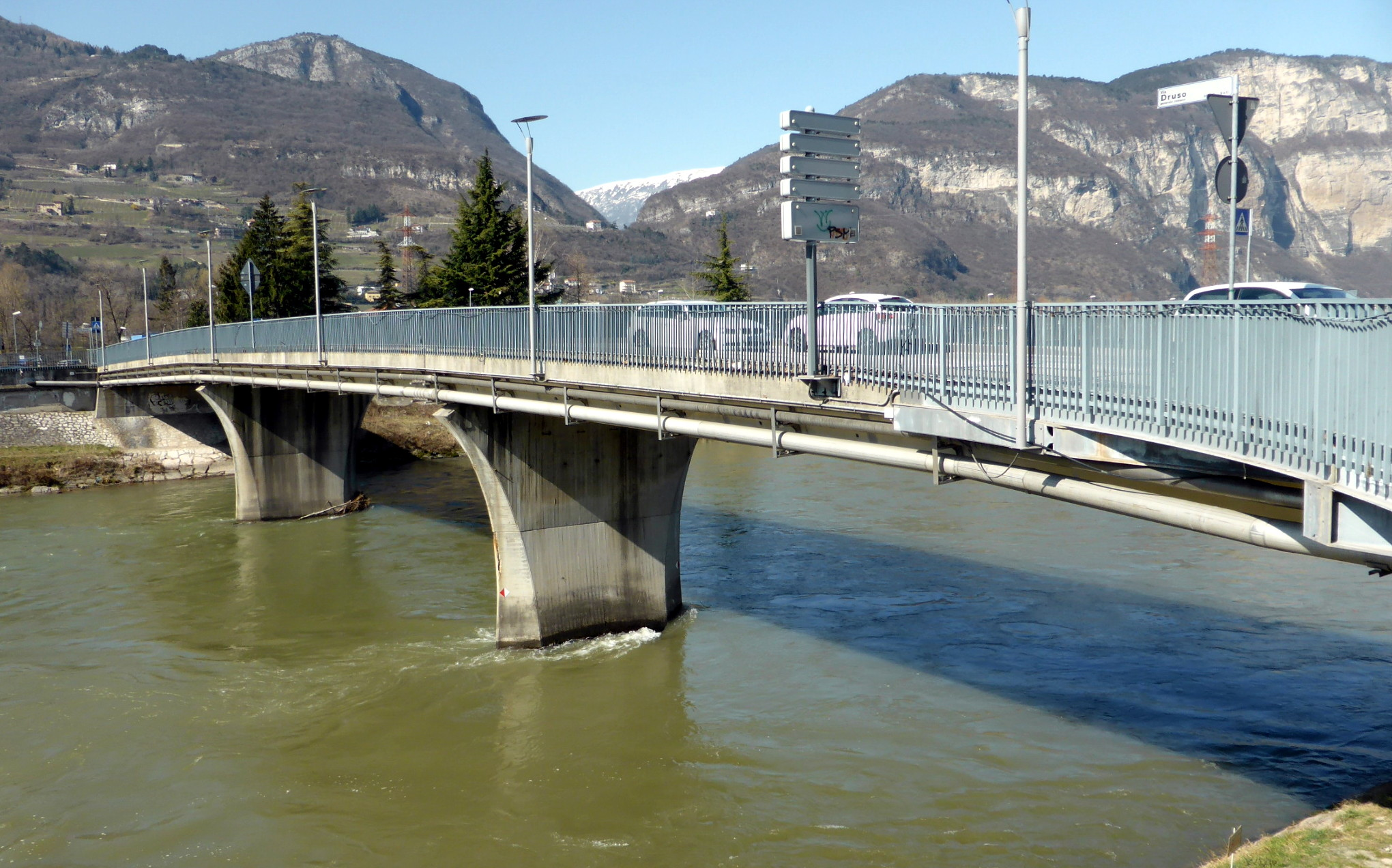
Il ponte San Giorgio

Il ponte dedicato a San Giorgio fu costruito durante l'inverno 1943-1944 dalla ditta SCAC di Mori, sotto la supervisione dell'organizzazione Todt tedesca specializzata durante il periodo nazista nella costruzione di linee fortificate. La tecnica utilizzata prevedeva la costruzione di 5 arcate in legno in modo tale da facilitarne la sostituzione in caso di bombardamenti. Durante il conflitto si comportò egregiamente, ma fu durante l'alluvione dell'Adige del 1966 che si ebbero i primi problemi; fu quindi demolito nel 1969 e ricostruito in pochi mesi con l'attuale e moderna struttura a 2 arcate.

### Architetture militari
Nel 1932 fu costruito il grande complesso della caserma Cesare Battisti, che fu però occupata e bombardata dai tedeschi come uno dei punti strategici di Trento dopo l'armistizio dell'8 settembre 1943. Finita la seconda guerra mondiale e a causa dei danneggiamenti dovuti ai bombardamenti, oltre alla necessità sempre in crescita di nuovi alloggi, nel 1951 iniziarono i lavori per la trasformazione di una caserma ad alloggi per militari di professione di stanza a Trento.

### Aree verdi
Nell'agosto 2016 il comune di Trento ha risistemato il vecchio parco "di Lung'Adige Braille", dedicandolo a Massimiliano I d'Asburgo, andando a realizzare su tutta l'area verde disponibile un campo da pallavolo e un percorso per il fitness e ex-novo un campo da basket. In totale le spese ammontarono a 35.000 euro.

## Sport
A Cristo Re esiste dagli anni 1960 un omonimo gruppo sportivo, inizialmente pensato come una società polisportiva, in seguito dedito prevalentemente al gioco del calcio.